# ماثيو توماس
ماثيو توماس (بالإنجليزية: Matthew Thomas)‏ هو كاتب أغاني نيوزيلندي، ولد في 15 يونيو 1973.